# Aliaxandr Venskel
Aliaxandr Venskel –en bielorruso, Аляксандр Венскель– (14 de mayo de 1993) es un deportista bielorruso que compite en halterofilia. Ganó una medalla de bronce en el Campeonato Europeo de Halterofilia de 2015, en la categoría de 94 kg.

## Palmarés internacional
| Campeonato Europeo | Campeonato Europeo | Campeonato Europeo | Campeonato Europeo |
| Año                | Lugar              | Medalla            | Categoría          |
| ------------------ | ------------------ | ------------------ | ------------------ |
| 2015               | Tiflis (Georgia)   | Medalla de bronce  | 94 kg              |